# 松富かおり
松富 かおり（まつとみ かおり、1959年2月17日 - ）は、日本のキャスター、ジャーナリスト、作家で、元駐ポーランド日本大使松富重夫の夫人である。旧姓、有村（ありむら）。身長158センチメートル。
鹿児島県鹿児島市出身。鹿児島県立鶴丸高等学校、東京大学文学部卒業後、アメリカ合衆国・マカレスター・カレッジに1年間留学。ニュージーランド・ヴィクトリア大学ウェリントン国際関係学修士号取得。
1983年4月、TBSにアナウンサーとして入社。1999年3月、TBSを退社。2011年、松富 かおりに改名。

## 略歴
- 1983年4月 - TBSに入社。
- 1999年3月 - TBSを退社。
- 2001年 - 外交官松富重夫と結婚。ニュージーランド・ヴィクトリア大学ウェリントンにて国際関係学修士号を取得。
- 2005年 - 小説『リサレクション』で作家デビュー。
- 2011年 - 芸名を松富 かおりに改名。

## 人物
1983年4月にアナウンサー第20期生としてTBSに入社（同期には浦口直樹・野口雅子・牧嶋博子）。主に報道や情報番組で活躍。そんな中、かつて番組の企画としてビキニ水着姿（「朝のホットライン」にてギリシャ取材時）やレオタード姿（同じく朝のホットラインでの企画で、スポーツクラブから生中継）を披露したこともある。
TBSで同僚だったドラマプロデューサーの瀬戸口克陽は鶴丸高校・東京大学の後輩である。
『筑紫哲也 NEWS23』にキャスターとして3年半出演。外交官である現在の夫がニュージーランドに赴任するのに同行するため、1999年3月にTBSを退社。
2001年に外交官の松富重夫と結婚。ニュージーランドのヴィクトリア大学ウェリントンにて国際関係学修士号を取得。
2005年には魂の再生をテーマにした小説『リサレクション』を講談社から出版し、作家デビューを果たした。
2011年、「松富 かおり」に改名。
2011年6月頃までキャスト・プラス（旧社名：クリエイティブ・メディア・エージェンシー）所属し、現在の事務所に移籍。
2013年12月、オフィス・ケイに所属。 
2013年4月、『10年後の自分のために今すぐ始めたい36の習慣』をすばる舎から出版。
2014年8月、駐イスラエル特命全権日本大使として着任した夫（松富重夫）とともに、イスラエルに赴任。2014年天皇誕生日レセプションには振袖姿で登場。
2016年2月、駐ポーランド特命全権大使として着任した夫（松富重夫）ともに、ワルシャワに赴任。

## 出演番組

### TBS
テレビ
- I love World（1983年）[4]
- JNNスポーツ特集（1984年）[4]
- JNNニュース&スポーツ（1984年）[4]
- ハロー!ミッドナイト（1984年）松山千春、山本コウタローのアシスタント 役[4]
- 朝のホットライン（1985年）[3][4][6]
- 地球!朝一番（1989年）[4]
- CBSワールドニュース（1992年）[4]
- JNNスポーツ&ニュース（1992年）[4]
- JNNニュース1130（1992年、1997年）
- 筑紫哲也NEWS23（1993年）[3][4]
- おはようクジラ（1997年）ニュース[3][4]
- テレビさんぽ（1997年）[4]
- 新サンデーモーニング（1997年）[4]
- THE・プレゼンター - 鹿児島水害からの復興を目的としたチャリティー歌謡ショーの企画にて、同郷の西郷輝彦と司会。
- JNNフラッシュニュース
- 水曜ロードショー（解説・予告ナレーション）

ラジオ
- かんぽサウンドレター（1985年）[4]
- World Today（1988年）[3][4]
- 日曜ニュースクラブ（1988年）[4]
- わが心のうた（1989年）[3][4]
- 世界をNIRAむ（1993年）[3][4]

### フリー
- ウェークアップ!ぷらす（読売テレビ）ゲストコメンテーター
- 世界は今 JETROグローバル・アイ（TwellV（2010年度） → BS11（2011年度））

## ビブリオグラフィ

### 著書
- リサレクション（2005年、講談社）
- 10年後の自分のために今すぐ始めたい36の習慣（2013年4月、すばる舎）
- エルドアンのトルコ　～ 米中覇権戦争の狭間、中東で何が起こっているのか ～（2019年、中央公論新社）